# 陪葬墓

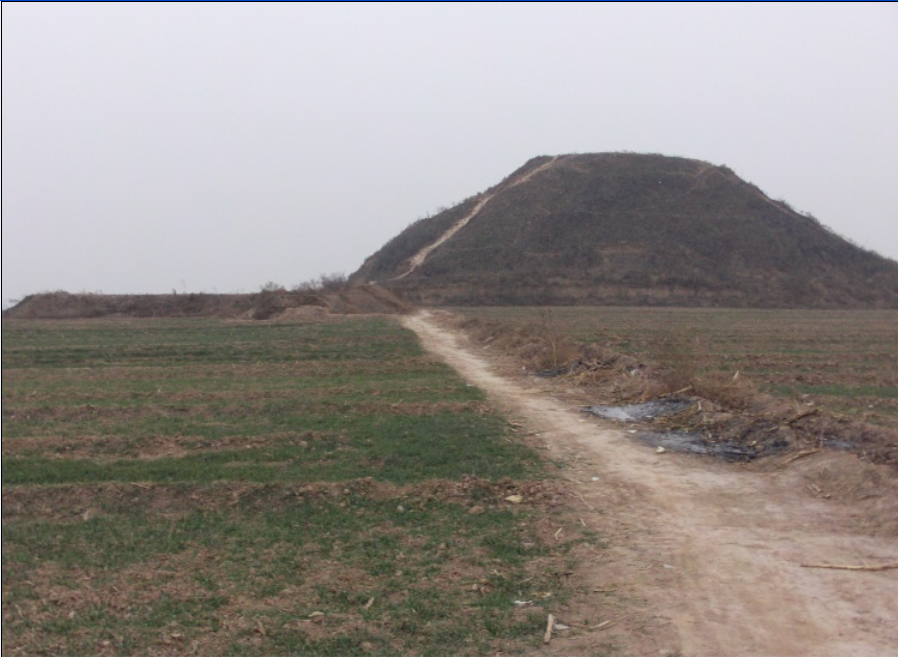
霍光在漢武帝茂陵的陪葬墓

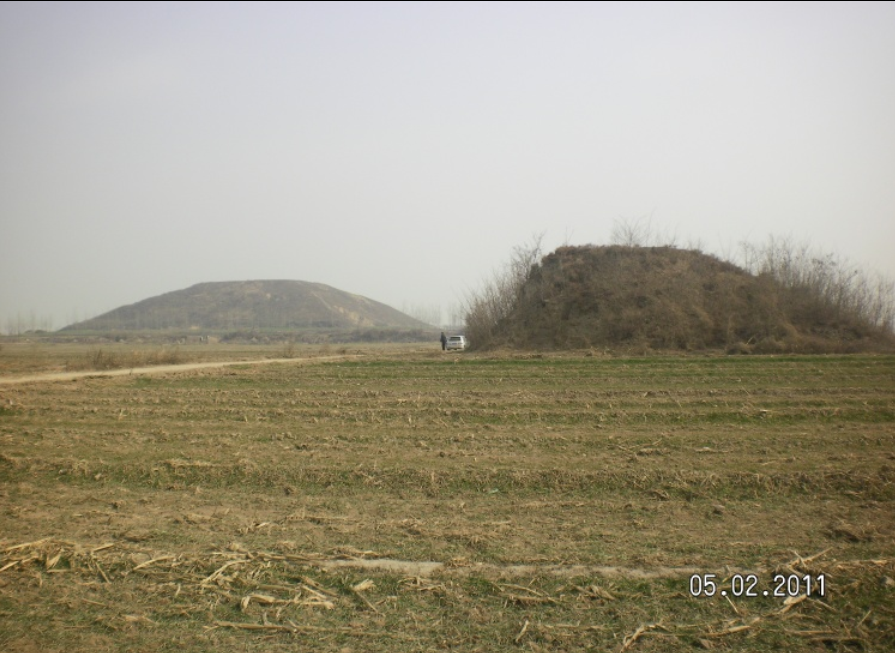
漢哀帝劉欣的漢義陵與一處陪葬墓

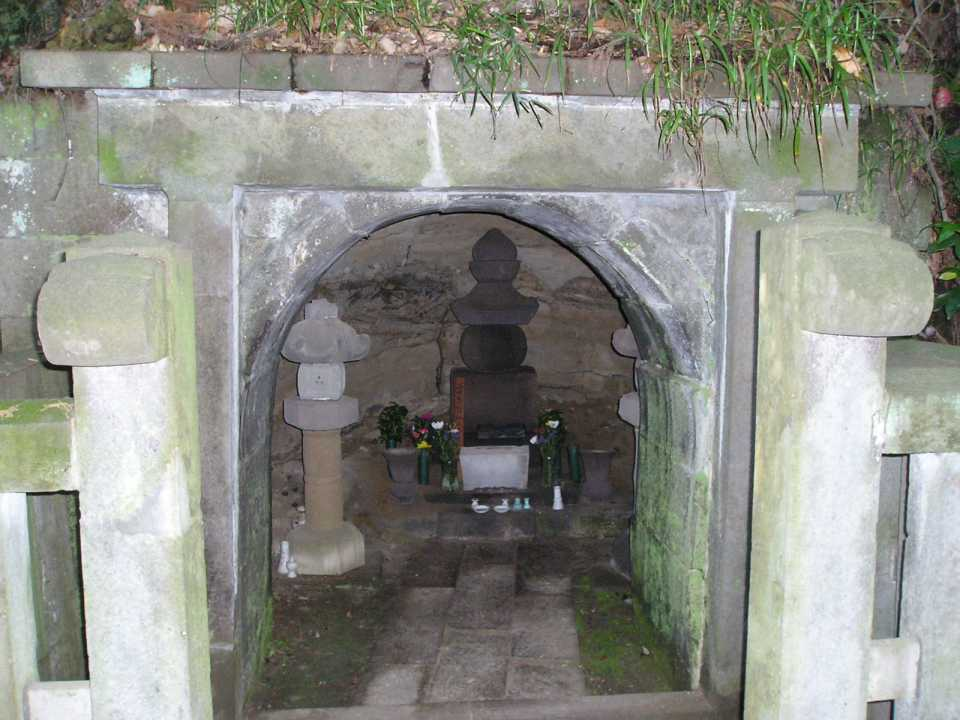
大江廣元在源賴朝白旗神社・法華堂跡 (源賴朝墓・北條義時墓)附近的陪葬墓，墓側尚有毛利季光、島津忠久的陪葬墓，附近另有北條義時的陪葬墓

陪葬墓，是東亞君主如中國皇帝、越南皇帝、日本天皇或武家幕府將軍及大名、朝鮮國王陵园区内的皇室成员及大臣之墓。
陪葬包括殉葬，但以正常死亡后的安葬更为常见。臣子或君主妻妾子女按照一定规范安葬于君主坟墓近旁:183。

## 中国
中国历史上，殉葬之外的陪葬皇陵被视为一种荣誉:53。如漢高祖劉邦的漢长陵有萧何、曹参、周勃等人的陪葬墓63座；漢惠帝劉盈的漢安陵有魯元公主、張敖、陳平、張蒼、袁盎、揚雄等人的陪葬墓；漢武帝劉徹的漢茂陵有卫青、霍去病、金日磾、霍光、公孙弘、上官桀、上官安等人的陪葬墓12座；漢昭帝劉弗陵的漢平陵有竇嬰、夏侯勝、朱雲、張禹、韋賢等人的陪葬墓57座，其中已發現者計23座；而漢宣帝劉詢的漢杜陵陪葬墓則多达107座。
另根据唐朝皇家的埋葬制度，皇室人物及文武大臣死后可葬于皇帝的陵园区内，作为皇帝陪葬墓，如唐高祖李淵的唐獻陵兆域內有67座陪葬墓，其中已發掘或發現者計30餘座；唐太宗李世民的唐昭陵兆域内有长乐公主及魏徵、房玄龄、李靖、李勣、尉遲恭、程知节、秦瓊等人的陪葬墓200餘座，其中已發掘或發現者計167座，是中國陪葬墓數量最多的帝王陵墓；而唐高宗李治與則天皇后武曌的合葬墓唐乾陵兆域內則有王及善、薛元超、楊再思、劉審禮、豆盧欽望、劉仁軌、李謹行、高侃等人的陪葬墓17座。盛唐後期的兩代皇帝唐玄宗李隆基的唐泰陵以及唐肅宗李亨的唐建陵皆只有發現1座陪葬墓，分別為高力士與郭子儀。
迨宋朝，皇帝的陪葬墓多安葬皇室成員，如宋太祖趙匡胤的永昌陵及宋太宗趙光義的永熙陵祔葬九座后妃陵，陪葬子孫墓141人。惟宋真宗趙恆的永定陵除祔葬三個皇后，另有大臣高懷德、蔡齊、寇準、包拯等人的陪葬墓；宋仁宗趙禎的永昭陵與宋英宗趙曙的永厚陵祔葬兩個皇后和五個公主，另有大臣趙普、楊延昭、狄青等人的陪葬墓。
除此之外，明朝開國皇帝朱元璋位的明孝陵位于钟山之阳，与之相对，即钟山之阴有常遇春、仇成、吳良、吳禎、徐達及李文忠等6座功臣的墓塚。这些位于钟山之阴的墓塚虽不明孝陵之内，但仍被后世視為明孝陵的陪葬墓:53。其他明清皇家陵寢均只有皇室成員的陪葬墓，臣僚不再具備陪葬資格。唯有追隨崇祯帝朱由檢一同殉國、安葬于明十三陵思陵的宦官王承恩是例外。亦有作者不将王承恩墓计入明十三陵的陪葬墓:124。
清朝初期，皇帝逝世时，尚有官员殉葬。康熙帝时，废止殉葬。此后皇室陵寝中，陪葬的多是皇帝后妃、子女。以皇帝后妃而论，清东陵、清西陵共有十五座后妃陵园，分为皇太后陵、皇太后陵兼妃园寝、妃园寝。相关陵寝制度经历萌芽、定制、鼎盛、平稳、衰退多个阶段:183。